# 胸鱗蛇綿鳚
胸鱗蛇綿鳚，為輻鰭魚綱鱸形目绵鳚亞目绵鳚科的其中一種，分布於西北太平洋區，包括日本及千島群島海域，屬深海底棲性魚類，棲息深度在水深300至1340公尺，體長可達22.3公分。

## 扩展阅读
維基物種上的相關：胸鱗蛇綿鳚